# Antoninho
Antoninho, właśc. Benedicto Antonio Angeli (ur. 10 lutego 1939, zm. 3 czerwca 2021) – brazylijski piłkarz występujący na pozycji bramkarza/obrońcy/pomocnika/napastnika.

## Kariera piłkarska
Od 1956 do 1972 roku występował w klubach SE Palmeiras, Botafogo, ACF Fiorentina, América, Comercial i Sertãozinho.

## Kariera trenerska
Po zakończeniu piłkarskiej kariery pracował jako trener w América, Uberaba, Comercial, Francana, Sertãozinho, Kashiwa Reysol, Botafogo i Shimizu S-Pulse.